# Thera vitiosata
Thera vitiosata är en fjärilsart som beskrevs av Freyer 1832. Thera vitiosata ingår i släktet Thera och familjen mätare. Inga underarter finns listade i Catalogue of Life.